# Vieux Chaillol
Le Vieux Chaillol est un sommet des Alpes dans le massif des Écrins, entre les communes de Champoléon et de La Motte-en-Champsaur. Il culmine à 3 163 mètres, dominant le Champsaur. Il fait partie du parc national des Écrins.

## Ascension

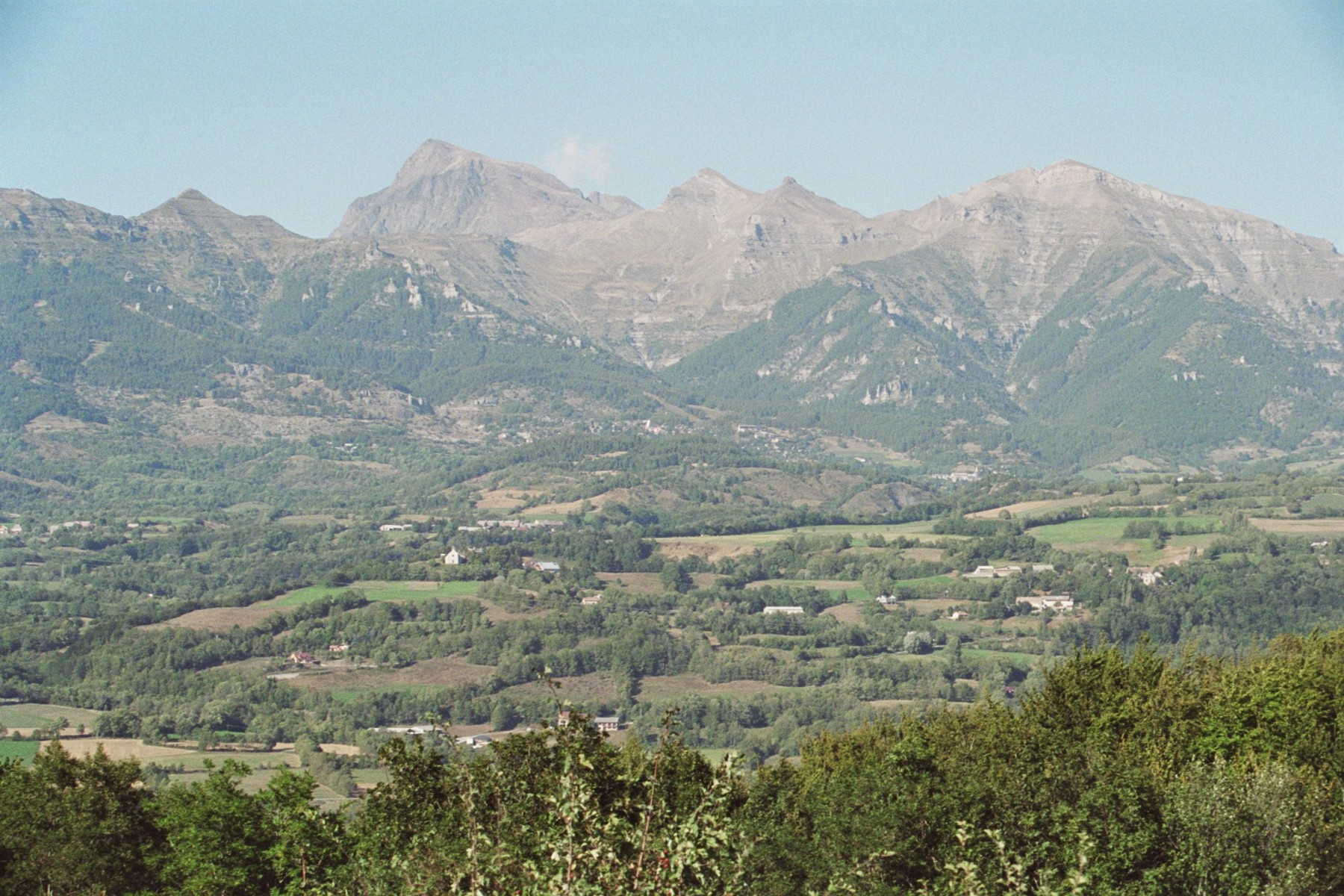
Le chaînon du Vieux-Chaillol (le plus haut, au centre).

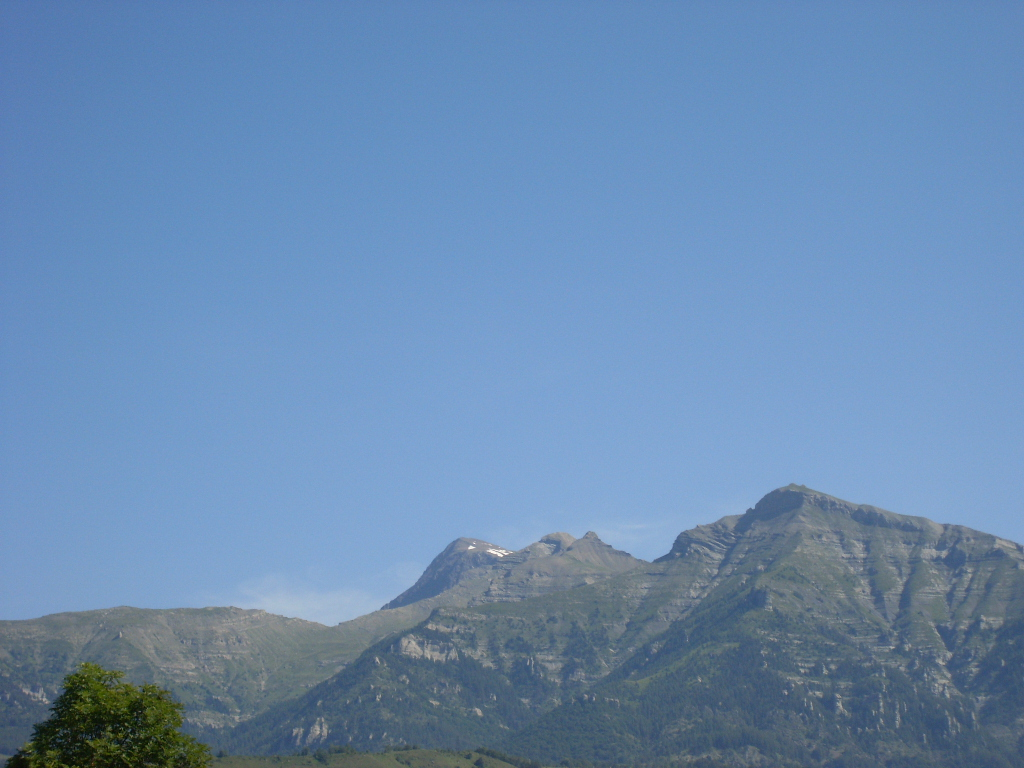
Le Vieux Chaillol (avec la neige) et ses sommets adjacents (Soleil Bœuf, Palastre, pointes sud et nord de la Vénasque et le pic du Tourond).

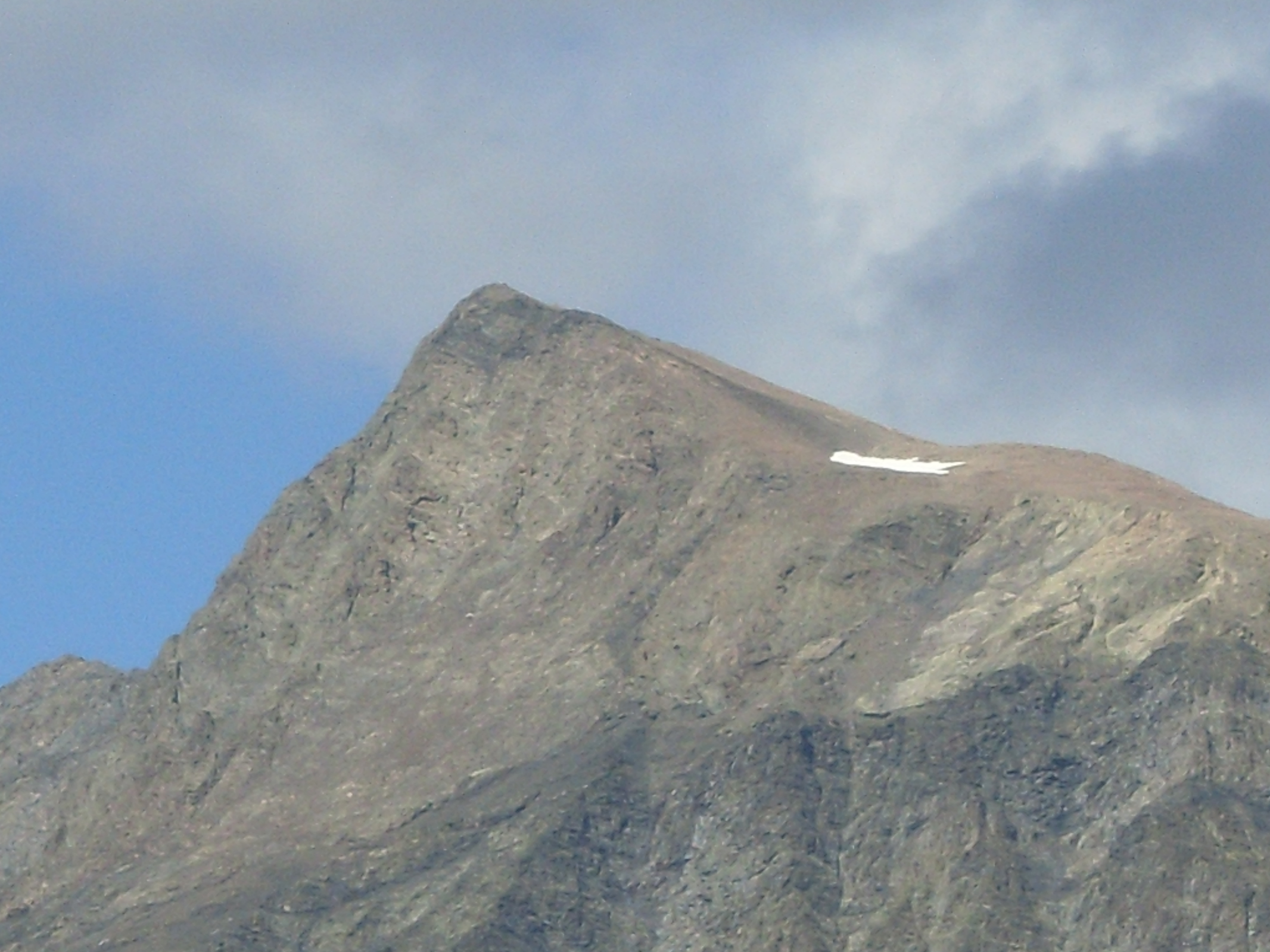
Sommet du Vieux Chaillol vu depuis le col du Viallet.

Ce sommet est connu pour son ascension relativement « facile » de par sa technicité, mais plus dure par sa longueur (10 kilomètres depuis Chaillol station). En effet une randonnée d'environ 5 heures au départ de la station de Chaillol permet de dépasser les 3 000 mètres d'altitude, avec un panorama sur Gap et au-delà vers le sud, ainsi que sur les différents sommets des Écrins au nord-est (Pelvoux, barre des Écrins, Ailefroide)
- de Saint-Michel-de-Chaillol (1 600 mètres) au col de la Pisse (2 358 mètres) : randonnée en forêt et alpages, environ 2 heures 30. Entrée dans le parc national des Écrins au niveau du col de la Pisse ;
- jusqu'à la cabane des Parisiens (2 695 mètres) : alpages et éboulis, sentier pas mal tracé, suivre les cairns ;
- jusqu'au sommet (3 163 mètres) : montée en trace directe dans les rochers, pas de chemin mais des cairns indiquent la bonne direction, le sommet n'est visible qu'au dernier moment.

L'ascension est aussi possible par la vallée de Champoléon et le refuge du Tourond ; le sentier venant de Saint-Michel-de-Chaillol est rejoint au col de Côte-Longue, avant la cabane des Parisiens.
Ce sommet est aussi fréquenté en ski de randonnée l'hiver.

## À voir aussi
- Le canal de Mal-Cros visible vers le col de la Pisse et la cabane des Parisiens.
- Le GR de pays du tour du Vieux Chaillol (GR 50): de 5 à 7 jours pour faire le tour du massif du Vieux Chaillol.